# Film in 1989
Dit artikel gaat over de film in het jaar 1989.

## Succesvolste films
De tien films uit 1989 die het meest opbrachten.
| Rang | Titel                              | Distributeur         | Opbrengst wereldwijd |
| ---- | ---------------------------------- | -------------------- | -------------------- |
| 1    | Indiana Jones and the Last Crusade | Paramount Pictures   | $ 474.171.806        |
| 2    | Batman                             | Warner Bros.         | $ 411.348.924        |
| 3    | Back to the Future Part II         | Universal Pictures   | $ 331.950.002        |
| 4    | Look Who's Talking                 | TriStar Pictures     | $ 296.999.813        |
| 5    | Dead Poets Society                 | Walt Disney Pictures | $ 235.860.116        |
| 6    | Lethal Weapon 2                    | Warner Bros.         | $ 227.853.986        |
| 7    | Honey, I Shrunk the Kids           | Walt Disney Pictures | $ 222.724.172        |
| 8    | Ghostbusters II                    | Columbia Pictures    | $ 215.394.738        |
| 9    | The Little Mermaid                 | Walt Disney Pictures | $ 184.155.863        |
| 10   | Born on the Fourth of July         | Universal Pictures   | $ 161.001.698        |

## Lijst van films
- The Abyss
- The Adventures of Baron Munchausen
- The Adventures of Milo and Otis
- After Midnight
- Alaska
- Alienator
- Always
- American Exit
- American Ninja 3: Blood Hunt
- Andrea Martin... Together Again
- Animal Behavior
- Apartment Zero
- Arhus by Night
- Asterix en de knallende ketel (Franse titel: Astérix et le coup du menhir)
- De avonden
- Babar
- Back to the Future Part II
- Balance
- Bangkok Hilton
- Batman
- Best of the Best
- The Big Picture
- Bill & Ted's Excellent Adventure
- Black Rain
- Blind Fury
- Blood Red
- Bloodhounds of Broadway
- Blueberry Hill
- Boerenpsalm
- Born on the Fourth of July
- The 'Burbs
- Buying Time
- C.H.U.D. II: Bud the C.H.U.D.
- Casualties of War
- Cat Chaser
- Catchfire
- Chandni
- Chattahoochee
- Che ora è?
- La chiesa
- Chopper Chicks in Zombie Town
- Christine Cromwell: Things That Go Bump in the Night
- Cold Heat
- Collision Course
- Coming Out
- Common Threads: Stories from the Quilt
- The Cook, the Thief, His Wife and Her Lover
- Crimes and Misdemeanors
- Cutting Class
- Cyborg
- Dad
- Dansen med Regitze
- Dead Calm
- Dead Poets Society
- Desperate for Love
- Diamond Skulls
- Do the Right Thing
- Driving Miss Daisy
- Drugstore Cowboy
- A Dry White Season
- The Easter Story
- Enemies, A Love Story
- Erik the Viking
- Evil Altar
- The Exorcist III: Legion
- Eye of the Widow
- The Fabulous Baker Boys
- Family Business
- Farewell to the King
- Fat Man and Little Boy
- The Favorite
- Field of Dreams
- The Fly II
- Friday the 13th Part VIII: Jason Takes Manhattan
- Get Smart, Again!
- Ghostbusters II
- Gleaming the Cube
- Glory
- Godzilla vs. Biollante (Gojira vs. Biorante)
- Going Overboard
- Gorilla
- A Grand Day Out
- De GVR (Engelste titel: The BFG)
- Great Balls of Fire!
- Greed
- Halloween 5: The Revenge of Michael Myers
- Harlem Nights
- Heathers
- A Helping Hand
- Henry V
- Homer and Eddie
- Honey, I Shrunk the Kids
- How I Got Into College
- Immediate Family
- In una notte di chiaro di luna
- Indiana Jones and the Last Crusade
- Jacknife
- Jan Rap en z'n maat
- The January Man
- K-9
- The Karate Kid Part III
- De kassière
- Kickboxer
- Kiki's vliegende koeriersdienst (Engelse titel: Kiki's Delivery Service)
- The Killer
- Kleine Nemo: Avonturen in Dromenland (Engelse titel: Little Nemo: Adventures in Slumberland)
- De kleine zeemeermin (Engelse titel: The Little Mermaid)
- Knick Knack
- Last Exit to Brooklyn
- Law of the Desert
- Leedvermaak
- Lethal Weapon 2
- Licence to Kill
- Limit Up
- Little Sweetheart
- Lo que le pasó a Santiago
- Lobster Man from Mars
- Lock Up
- Look Who's Talking
- Loos
- Lost in Amsterdam
- Loverboy
- Maine Pyar Kiya
- Major League
- The Making of Me
- Manika, une vie plus tard
- Marquis
- Meet the Feebles
- Memories of Me
- The Mighty Quinn
- Mijn vader woont in Rio
- Mike Hammer: Murder Takes All
- Millennium
- Miracles
- Miraklet i Valby
- Monsieur Hire
- Moontrap
- Music Box
- My Left Foot
- National Lampoon's Christmas Vacation
- New York Stories
- A Nightmare on Elm Street 5: The Dream Child
- Nocturne indien
- Ongedaan gedaan
- Ook honden gaan naar de hemel (Engelse titel: All Dogs Go to Heaven)
- Out Cold
- Outlaw of Gor
- Palombella rossa
- Parenthood
- Pet Sematary
- Pink Cadillac
- Police Academy 6: City Under Siege
- Prancer
- Psycho Cop
- Puppet Master
- Quickly Down Under
- Red Flag over Tibet
- Religion, Inc.
- The Return of Swamp Thing
- The Return of the Musketeers
- Rituelen
- Roger & Me
- Rojo amanecer
- Romuald et Juliette
- Rude Awakening
- The Runnin' Kid
- S.A.S. San Salvador
- Salute of the Jugger
- Sangre y arena
- Say Anything...
- Screentest
- Sea of Love
- Search for Haunted Hollywood
- Sex, Lies, and Videotape
- She-Devil
- Shirley Valentine
- Shocker
- Der siebente Kontinent
- The Simpsons: Family Therapy
- Sinbad of the Seven Seas
- Skin Deep
- Sleepaway Camp III: Teenage Wasteland
- Slipstream
- Society
- Speed Zone
- Stage Fright
- Star Trek V: The Final Frontier
- Steel Magnolias
- Storia di ragazzi e di ragazze
- Tango & Cash
- Tempo di uccidere
- Tennessee Nights
- That Summer of White Roses
- Theo en Thea en de ontmaskering van het tenenkaasimperium
- Three Fugitives
- Trapper County War
- The Trial of the Incredible Hulk
- Triumph of the Spirit
- Trop belle pour toi
- Trouble in Paradise
- True Believer
- Try This One for Size
- UHF
- Uncle Buck
- The Vixen's Tale
- Valmont
- Vampire's Kiss
- De vrek
- Wait Until Spring, Bandini
- The War of the Roses
- Warlock
- Water and Power
- Weekend at Bernie's
- We're No Angels
- When Harry Met Sally...
- When the Whales Came
- Who Shot Patakango?
- Who's Harry Crumb?
- Wicked Stepmother
- Wilde Harten
- Winter People
- Worth Winning
- Zwerfsters

1870-1879 · 1880-1889 · 1890 · 1891 · 1892 · 1893 · 1894 · 1895 · 1896 · 1897 · 1898 · 1899 · 1900 · 1901 · 1902 · 1903 · 1904 · 1905 · 1906 · 1907 · 1908 · 1909 · 1910 · 1911 · 1912 · 1913 · 1914 · 1915 · 1916 · 1917 · 1918 · 1919 · 1920 · 1921 · 1922 · 1923 · 1924 · 1925 · 1926 · 1927 · 1928 · 1929 · 1930 · 1931 · 1932 · 1933 · 1934 · 1935 · 1936 · 1937 · 1938 · 1939 · 1940 · 1941 · 1942 · 1943 · 1944 · 1945 · 1946 · 1947 · 1948 · 1949 · 1950 · 1951 · 1952 · 1953 · 1954 · 1955 · 1956 · 1957 · 1958 · 1959 · 1960 · 1961 · 1962 · 1963 · 1964 · 1965 · 1966 · 1967 · 1968 · 1969 · 1970 · 1971 · 1972 · 1973 · 1974 · 1975 · 1976 · 1977 · 1978 · 1979 · 1980 · 1981 · 1982 · 1983 · 1984 · 1985 · 1986 · 1987 · 1988 · 1989 · 1990 · 1991 · 1992 · 1993 · 1994 · 1995 · 1996 · 1997 · 1998 · 1999 · 2000 · 2001 · 2002 · 2003 · 2004 · 2005 · 2006 · 2007 · 2008 · 2009 · 2010 · 2011 · 2012 · 2013 · 2014 · 2015 · 2016 · 2017 · 2018 · 2019 · 2020 · 2021 · 2022 · 2023 · 2024 · 2025